# Afrotyphlops usambaricus
Afrotyphlops usambaricus — вид змій родини сліпунів (Typhlopidae). Ендемік Танзанії.

## Поширення і екологія
Afrotyphlops usambaricus мешкають в горах Східної Усамбари на північному сході Танзанії. Вони живуть у вологих тропічних лісах. Живляться термітами, відкладають яйця.

## Збереження
МСОП класифікує цей вид як такий, що перебуває під загрозою зникнення. Afrotyphlops usambaricus загрожує знищення природного середовища.